# Alois Hudec
Alois Hudec (12. července 1908, Račice - 23. ledna 1997, Praha) byl český Sokol, gymnasta, mistr světa a olympijský vítěz ve cvičení na kruzích.

## Život
Ve čtyřech letech prodělal záškrt a po něm mu ochrnula půlka tváře a levá kyčel, takže kulhal na levou nohu. Chtěl se vyrovnat ostatním dětem, nejprve cvičil s bratry na vlastnoručně vyrobeném nářadí doma na zahradě a v deseti letech začal pravidelně cvičit v místní Sokolské jednotě Račice. V roce 1920 se vrátil z legií jeho starší bratr Antonín, výborný gymnasta, který se mu stal velkým vzorem a přísným trenérem. Přestože Alois neměl ideální fyzické předpoklady pro gymnastiku (měl útlou postavu, krátké nohy a ruce), svou houževnatostí a sebekázní se vypracoval mezi nejlepší sportovce. Svůj první závod absolvoval ve dvanácti letech, ve dvaceti byl první ve Vyškovské župě a jako jediný ji reprezentoval na závodech v Praze.
Od roku 1923 trénoval v Brně, kde se učil ve Zbrojovce. Po návratu z vojny vstoupil v listopadu 1930 do Sokola Brno 1. Pracoval jako soustružník a každou volnou chvíli věnoval tvrdému tréninku. Na prvním mezinárodním závodu, mistrovství světa v tělocviku v Paříži roku 1931, kde se soutěžilo ve čtrnácti disciplínách (na nářadí, lehké atletice a šplhu), vybojoval Alois Hudec pět zlatých medailí za cvičení na kruzích, bradlech, hrazdě, ve šplhu a víceboji. Jako jediný ze závodníků totiž splnil podmínku dosáhnout ve všech disciplínách alespoň 60 % možných bodů. Medaile však nesměl vzít s sebou domů, protože ve Francii platil zákaz vývozu drahých kovů a nikdy je neobdržel.
V roce 1934 se přestěhoval do Prahy, kde získal zaměstnání jako úředník v bance. Po práci usilovně trénoval a připravoval se na olympijské hry, i když musel překonávat bolest v zádech, která byla následkem zranění na mistrovství světa v Budapešti. Na XI. olympijských hrách v Berlíně v roce 1936 se stal olympijským vítězem ve cvičení na kruzích, kde jeho mistrovským kouskem byl rozpor střemhlav.Část jeho cvičení trvající 85 sekund je zachycena ve filmu Leni Riefenstahlové Olympia.

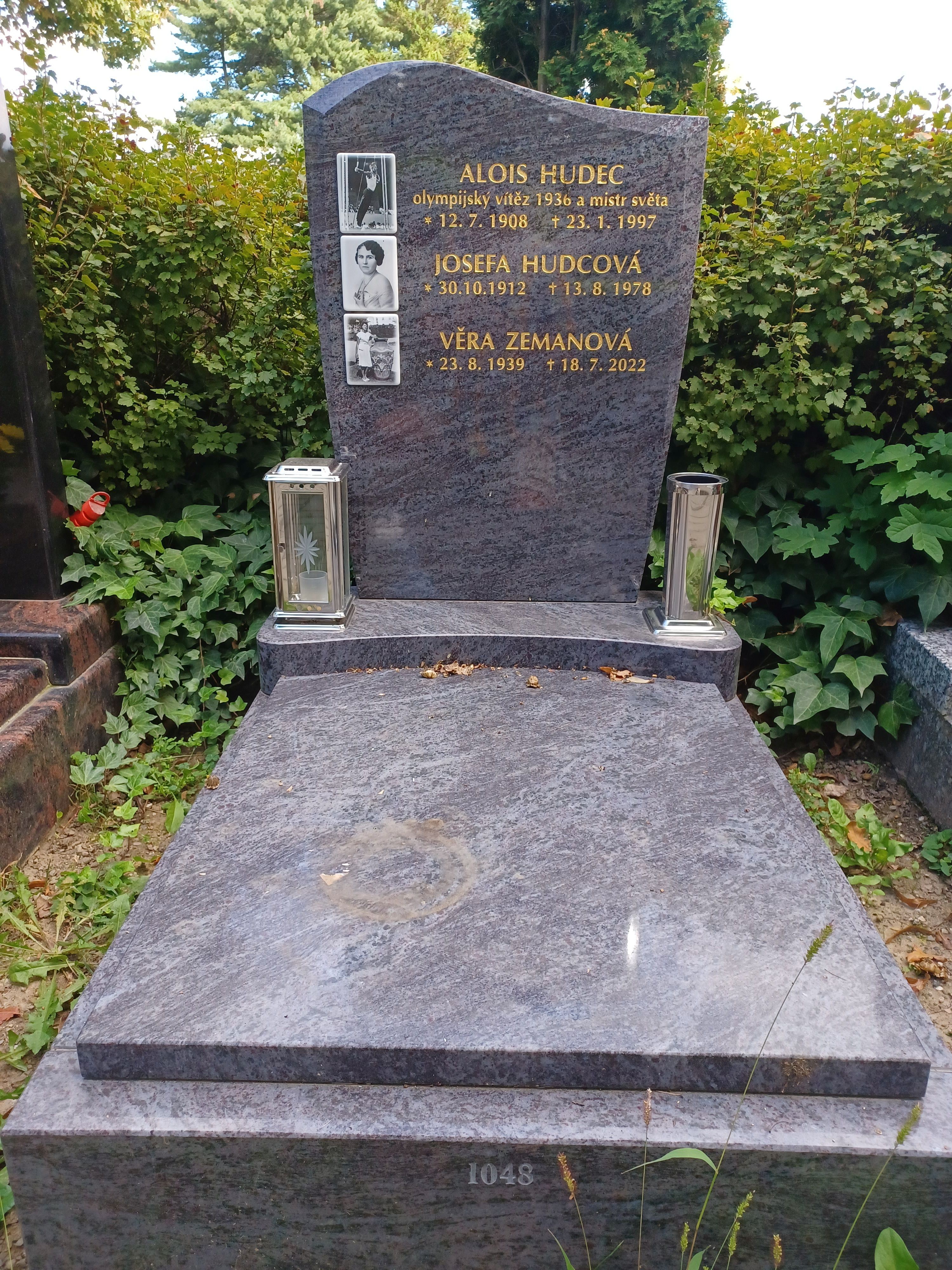
Alois Hudec, hrob Malvazinky NUI/1048

Další zlaté medaile získal v Budapešti 1934 (jednu) a v Praze 1938 (dvě). Druhá světová válka jeho kariéru přerušila a nedostatek tréninku měl za následek velké zranění. Při jednom z vystoupení nedopadl na žíněnku a při nárazu na tvrdou podlahu si zlomil obě nohy. Musel se učit chodit, ale po několika měsících opět závodil. Vyhrál v New Yorku mezistátní utkání Československo–Amerika, reprezentoval v Dánsku, Kanadě a dalších zemích. Definitivně se závoděním skončil v roce 1947, kdy mu bylo 39 let. Během své závodní kariéry se zúčastnil asi padesáti nejvýznamnějších závodů, z nichž 27 vyhrál, desetkrát byl druhý a čtyřikrát třetí. V roce 1954 mu byl udělen titul zasloužilého mistra sportu. 

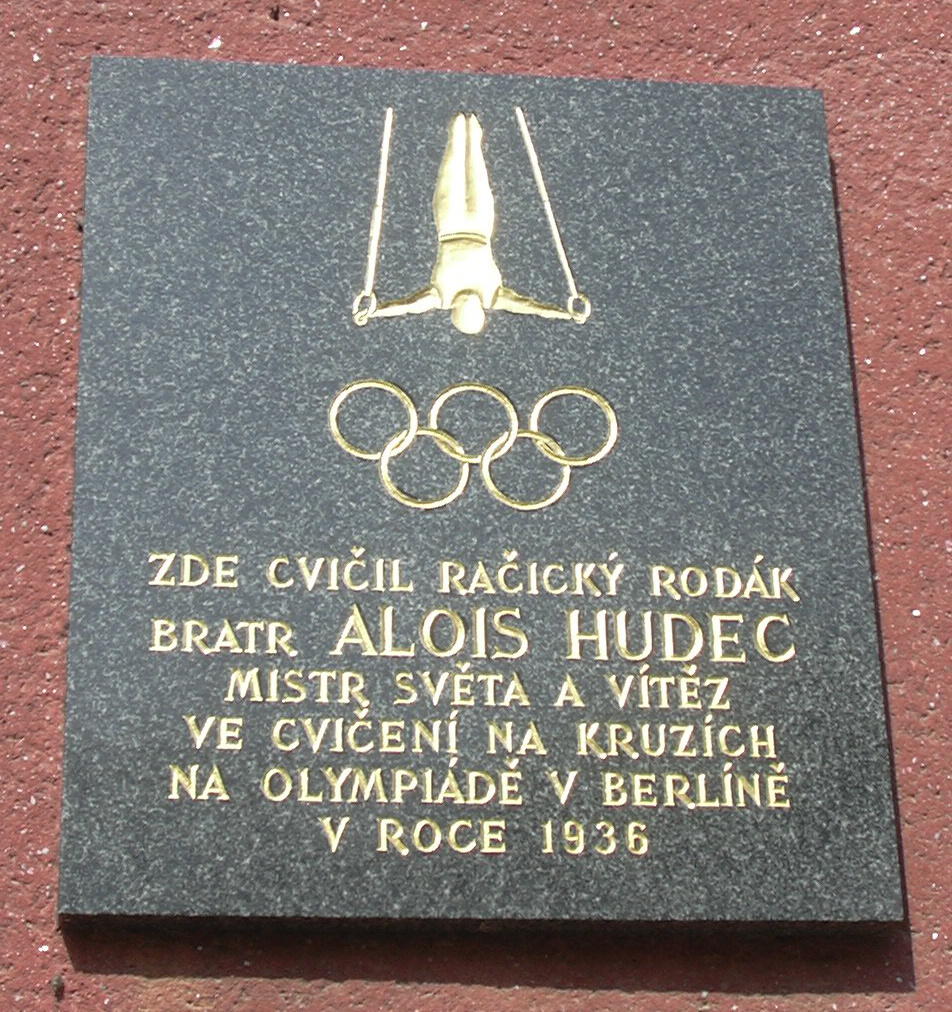
Pamětní deska v Račicích

Po ukončení aktivní sportovní kariéry se věnoval cvičitelské a trenérské práci, kterou vykonával vedle svého zaměstnání v bance. Po dvou letech se s cvičením definitivně rozloučil. Po smrti manželky žil sám v bytě v Praze-Nuslích (Krokova ulice), měli dceru Věru. Zemřel ve věku 88 let. Je pohřben na pražském hřbitově Malvazinky, odd. NUI, č. hrobu 1048.
V roce 2007 vydal TJ Sokol Račice publikaci 100 let Sokola Račice pocházející z pera račické historičky PhDr. Dagmar Stryjové. V publikaci je i 15stránkový medailonek věnovaný Aloisi Hudcovi. Od téže autorky vyšla knížka nazvaná Alois Hudec, která byla vydána v roce 2008 u příležitosti 90. výročí vzniku ČSR a 100. výročí Hudcova narození.
V roce 2016 získal v anketě Sportovec roku Cenu Emila Zátopka za celoživotní přínos sportu.

## Fotogalerie

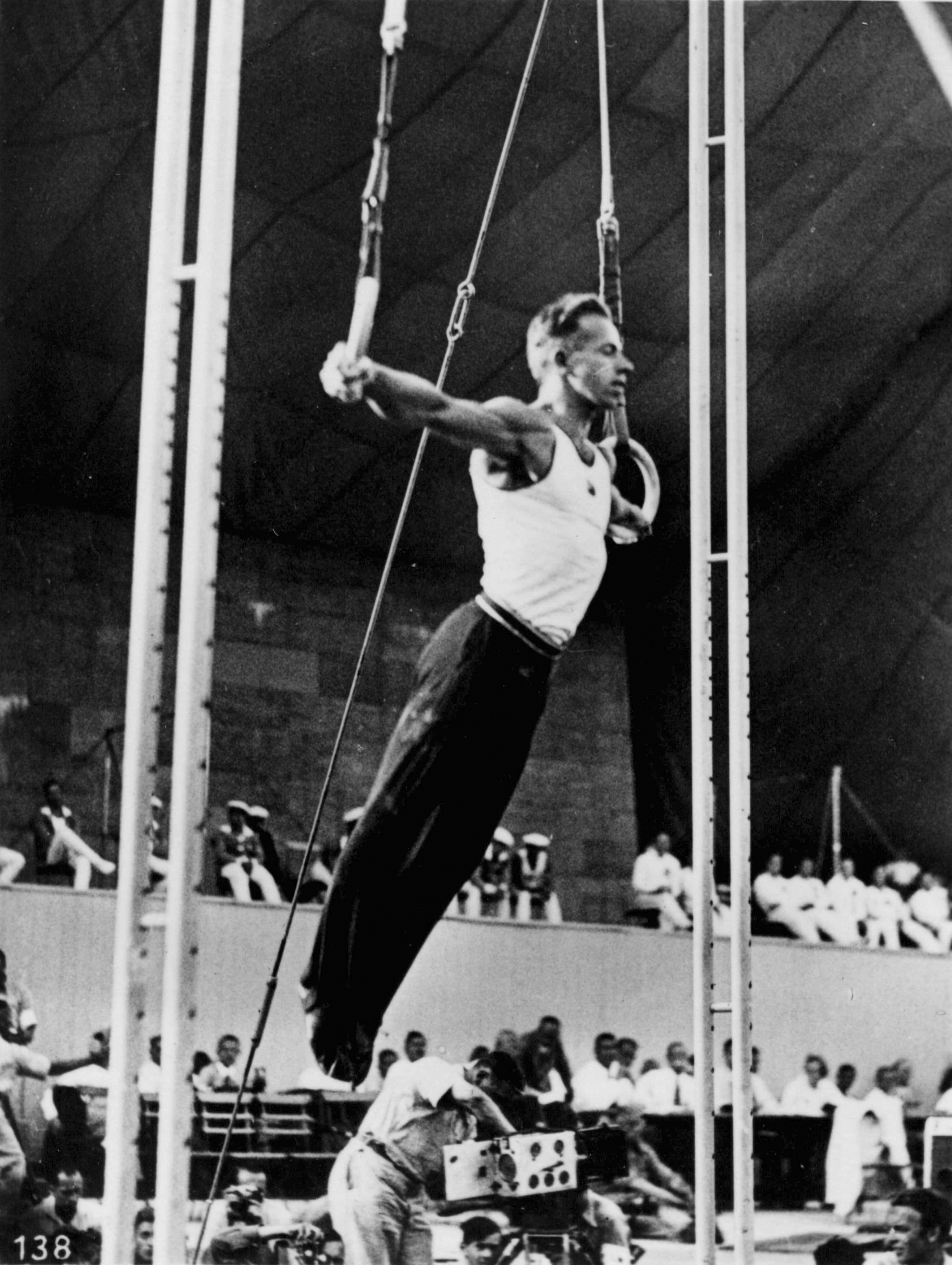
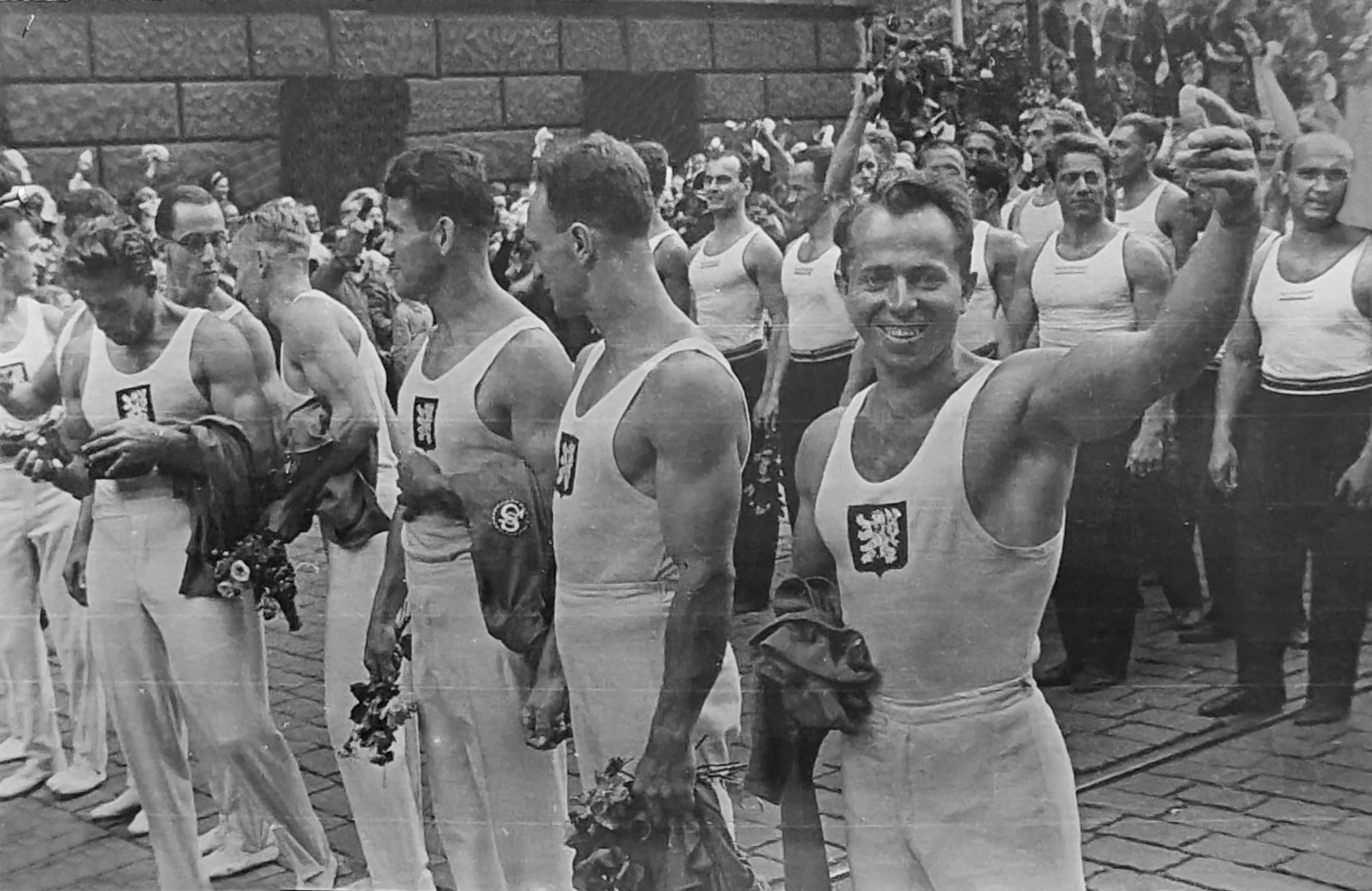
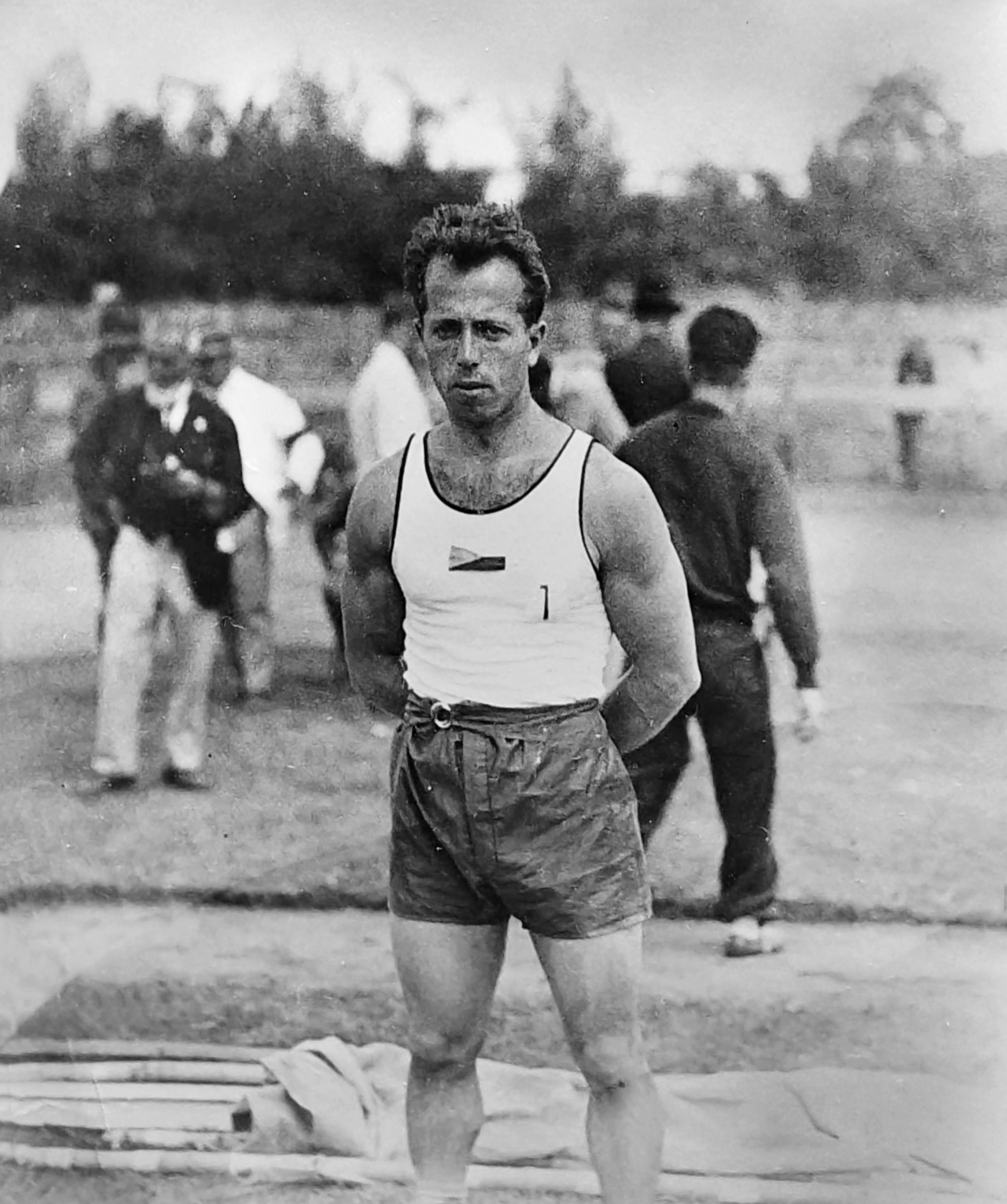